# Eremomela galta-rogenca
L'eremomela galta-rogenca (Eremomela usticollis) és una espècie d'ocell passeriforme que pertany a la família Cisticolidae pròpia d'Àfrica austral.

## Distribució i hàbitat
Es troba al sud d'Àfrica, distribuït per Angola, Botswana, Malawi, Moçambic, Namíbia, el nord de Sud-àfrica, Suazilandia, Zàmbia i Zimbàbue.
L'hàbitat natural són els boscos secs tropicals i subtropicals, les sabanes i les zones de matoll sec.

## Subespècies
Es reconeixen dues subespècies:
- E. u. rensi (Benson, CW 1943) - sud Zàmbia a sud de Malawi i Moçambic (al nord del riu Save).
- E. u. usticollis (Sundevall, CJ 1850) - sud d'Angola fins a Namíbia, Zimbabwe, Moçambic i Sud-àfrica.